# Peter Schmidt
Troels Peter Windfeld Schmidt (15. juni 1942[kilde mangler] – 20. september 2019) var en dansk forfatter og offentlig debattør som igennem et langt liv var engageret i mange former for aktivisme. I 1970'erne var han med til at redigere bladet seksualpolitik og stifte Faglig ligestillingsgruppe for Bøsser og Lesbiske. Siden beskæftigede han sig med så forskellige emner som seksualpolitik, antipædagogik lægdommerinstitutionen, sydamerikansk politik og byøkologi.
Han vakte især opmærksomhed med kontroversielle meninger omkring pædofili og incest, som han ikke mente behøver at være skadeligt. Peter Schmidt blev flere gange kaldt "fortaler for pædofili" og/eller "pædofilsympatisør". Selv benægtede han beskyldningerne.
I bogen Hele og FRIE børn (1992) argumenterer han for at man skal skelne mellem seksuelt misbrug af børn og en lykkelig seksualitet mellem børn og voksne.
Videre udtalte han i et interview med BT i 1995:
| „ | Jeg har en humanistisk overbevisning, der går ud på, at vi skal hjælpe alle de svage. Der er ikke noget sygt i at være pædofil. Men pædofile er svage, fordi samfundet jagter dem. Det bekymrer mig, at pædagoger har så stærke fordomme, at de ikke kan have det tankeeksperiment, at børn kan få noget positivt ud af at have sex med en voksen. | “ |

Peter Schmidt var mangeårigt medlem af Landsforeningen for Bøsser og Lesbiske og medstifter af Pædofilgruppen (1984) samt hovedbestyrelsesmedlem af Minoritetspartiet. Partiformanden Rune Engelbreth Larsen udtalte at Peter Schmidts holdninger omkring pædofili og blodskam ikke var noget problem for Minoritetspartiet. Dette vakte dog overraskelse og bekymring andre steder; f.eks. i Red Barnet